# البنك الإفريقي المحدود
أفريكان بنك ليمتد African Bank من جنوب إفريقيا، هو بنك تجزئة  يقدم منتجات وخدمات مالية. البنك مرخص باعتباره «بنكًا يتم التحكم فيه محليًا» من قِبل البنك الاحتياطي لجنوب إفريقيا. يقع مقر البنك الرئيسي في ميدراند، جنوب إفريقيا، ولديه شبكة توزيع للفروع في جميع أنحاء البلاد بالإضافة إلى قناة رقمية كاملة بالإضافة إلى مراكز اتصال المبيعات والتحصيل وخدمة العملاء.

## الادارة
رئيس مجلس الإدارة المكون من 12 شخصًا هو ثابو دلوتي ، وهو مدير غير تنفيذي. الرئيس التنفيذي هو كينيدي بونجان.

## انظر ايضا
- قائمة البنوك في جنوب افريقيا
- البنك الاحتياطي لجنوب إفريقيا
- اقتصاد جنوب افريقيا
- البنك المركزي الأفريقي

## روابط خارجية
- موقع البنك الإفريقي
- موقع البنك الاحتياطي لجنوب أفريقيا
- نظرة عامة على البنك الأفريقي من قبل بلومبرج